# ماریو هرموسو
ماریو هرموسو کانسکو (اسپانیایی: Mario Hermoso Canseco‎؛ زادهٔ ۱۸ ژوئن ۱۹۹۵) بازیکن فوتبال اهل اسپانیا است که  برای باشگاه بایر لورکوزن بازی می‌کند.
از باشگاه‌هایی که در آن بازی کرده‌است می‌توان به رئال وایادولید، اسپانیول ، اتلتیکو مادرید و رم اشاره کرد.
وی همچنین در تیم ملی فوتبال اسپانیا بازی کرده‌است.

## عملکرد باشگاهی
هرموسو که در مادرید متولد شد، پس از شروع کار در کنسپسیون و در ده سالگی به مجموعه جوانان رئال مادرید پیوست. در ۲۸ سپتامبر ۲۰۱۲، در حالی که هنوز جوان بود، او با تیم اول در جام سانتیاگو برنابئو در آن سال حضور پیدا کرد و در یک بازی ۸–۰ مقابل میلوناریوس به عنوان جانشین در نیمه دوم به میدان رفت.
در تابستان ۲۰۱۴، هرموسو به تیم رئال مادرید سی در ترکرا د ویژن ارتقاء یافت. با انجام ۳۴ بازی و به ثمر رساندن دو گل. در ۱۶ ژوئیه ۲۰۱۵ اندکی پس از اختصاص به تیم بی، وی در یک قرارداد فصلی به باشگاه رئال وایادولید در سگوندا د ویژن قرض داده شد. هرموسو اولین بازی حرفه ای خود را در ۲۲ اوت ۲۰۱۵ انجام داد که بازی با نتیجه ۰–۱ مقابل کوردوبا بود. پس از بازگشت، وی دوباره به تیم رئال مادرید کاستیا پیوست.

### اسپانیول
در ۱۲ ژوئیه ۲۰۱۷، هرموسو قرارداد سه ساله با اسپانیول امضا کرد. حضور اول او در لالیگا در ۹ سپتامبر برگزار شد و ۹۰ دقیقه کامل را با شکست ۰–۵ دور از خانه مقابل بارسلونا انجام داد. او اولین گل خود را در این رقابتها در تاریخ ۲۸ ژانویه به ثمر رساند، اما همچنین گل دیگر دریافت کردند تا با نتیجه ۲ بر ۳ در برابر لگانس ببازند.

### اتلتیکو مادرید
در ۱۸ ژوئیه ۲۰۱۹، تنها با یک سال از عقد قراردادش، هرموسو با قراردادی ۵ ساله با اتلتیکو مادرید به مبلغ ۲۵ میلیون یورو به علاوه ۴ میلیون یورو با افزودنی‌ها موافقت کرد. اسپانیول همچنین ۲۰٪ از فروش این بازیکن را حفظ کرد و نیمی از هزینه آن به رئال مادرید پرداخت شد. او اولین بازی لیگ خود را در ۱۸ اوت انجام داد و ۲۸ دقیقه در خانه در پیروزی ۱–۰ مقابل ختافه بازی کرد.

## عملکرد بین‌المللی
بعد از بازی برای اسپانیا در سطح زیر ۱۹ سال، هرموسو برای اولین بار در ۸ نوامبر ۲۰۱۸ برای بازی مقابل کرواسی و بوسنی و هرزگوین از طرف تیم اول فراخوانده شد. او اولین بازی خود را در ترکیب دوم انجام داد و شامل ۹۰ دقیقه کامل در پیروزی ۱–۰ دوستانه در لاس پالماس بود.